# Primul Război Macedonean
Primul Război Macedonean (214–205 î.Hr.) a fost purtat de Republica Romană, aliată (după 211 î.Hr.) cu Liga Etoliană și Attalus I al Pergamonului, împotriva lui Filip al V-lea al Macedoniei, concomitent cu cel de-al Doilea Război Punic (218-201 î.Hr.) împotriva Cartaginei. Nu au existat angajamente decisive, iar războiul s-a încheiat într-un impas.
În timpul războiului, Macedonia a încercat să obțină controlul asupra unor părți din Iliria, dar fără succes. Se crede în mod obișnuit că aceste lupte din est au împiedicat Macedonia să-l ajute pe generalul cartaginez Hannibal în războiul cu Roma. Pacea de la Phoenice⁠(d) (205 î.Hr.) a pus capăt oficial războiului.